# Quyền LGBT ở Ý
Quyền người đồng tính nữ, đồng tính nam, song tính, chuyển giới (tiếng Ý: lesbiche, gay, bisessuali e transgender) ở Ý đã thay đổi đáng kể trong những năm qua, mặc dù người LGBT vẫn có thể phải đối mặt với một số thách thức pháp lý mà những người không phải là LGBT không gặp phải. Mặc dù vậy, Ý được coi là một quốc gia thân thiện với người đồng tính và dư luận về đồng tính luyến ái thường được coi là ngày càng tự do văn hóa, mặc dù người LGBT ở Ý vẫn phải đối mặt với đám kì thị. Các cặp đồng giới đã được công nhận hợp pháp kể từ tháng 6 năm 2016.
Ở Ý, cả hoạt động tình dục đồng giới nam và nữ đều hợp pháp kể từ năm 1890, khi Bộ luật hình sự mới được ban hành. Một đạo luật kết hợp dân sự được thông qua vào tháng 5 năm 2016, cung cấp cho các cặp đồng giới nhiều quyền về hôn nhân. Nhận con nuôi, tuy nhiên, đã bị loại trừ khỏi dự luật và hiện đang là vấn đề tranh luận tư pháp. Luật tương tự cung cấp cả các cặp đồng giới và dị tính sống chung sống không đăng ký với một số quyền hợp pháp. Năm 2017, Tòa án Tối cao Ý đã cho phép một cuộc hôn nhân giữa hai người phụ nữ được chính thức công nhận.
Người chuyển giới đã được phép thay đổi hợp pháp giới tính của họ kể từ năm 1982. Mặc dù phân biệt đối xử về xu hướng tình dục trong việc làm đã bị cấm kể từ năm 2003, không có luật chống phân biệt đối xử nào khác về xu hướng tính dục hoặc giới tính danh tính và biểu hiện đã được ban hành trên toàn quốc; mặc dù một số khu vực Ý đã ban hành luật chống phân biệt đối xử toàn diện hơn. Vào tháng 2 năm 2016, vài ngày sau khi Thượng viện phê chuẩn dự luật kết hợp dân sự, một cuộc thăm dò mới cho thấy một phần lớn ủng hộ kết hợp dân sự (69%), đa số cho hôn nhân đồng giới (56%), nhưng chỉ một thiểu số chấp thuận con riêng nhận con nuôi và người đồng tính, song tính hoặc hoán tính làm cha mẹ (37%).

## Lịch sử LGBT ở Ý
Sự thống nhất của Ý vào năm 1861 đã tập hợp một số quốc gia có tất cả (ngoại trừ hai) bãi bỏ hình phạt cho các hành vi riêng tư, phi thương mại và đồng tính giữa những người trưởng thành đồng ý do Bộ luật Dân sự Pháp. Một trong hai trường hợp ngoại lệ là Vương quốc Sardinia đã trừng phạt các hành vi đồng tính luyến ái giữa nam giới (mặc dù không phải phụ nữ) theo điều 420 420425 của Bộ luật Hình sự ban hành năm 1859 bởi Victor Emmanuel II. Với sự thống nhất, Vương quốc Sardinia trước đây đã mở rộng luật hình sự hóa của riêng mình sang phần còn lại của Vương quốc Ý mới được sinh ra. Tuy nhiên, luật này không áp dụng cho Vương quốc Hai Sicilia trước đây, có tính đến "đặc điểm riêng của những người sống ở phía nam".
Tình huống kỳ quái này, trong đó đồng tính luyến ái là bất hợp pháp ở một phần của vương quốc, nhưng hợp pháp ở một phần khác, chỉ được hòa giải vào năm 1889, với việc ban hành Bộ luật Zanardelli đã xóa bỏ mọi khác biệt trong quan hệ giữa người đồng tính và dị tính giữa toàn bộ lãnh thổ của Ý.
Kể từ khi Bộ luật hình sự đầu tiên được ban hành vào năm 1889, có hiệu lực vào năm 1890, không có luật nào chống lại quan hệ đồng tính luyến ái, người lớn và đồng thuận. Tình trạng này vẫn được duy trì mặc dù phát xít ban hành ngày 19 tháng 10 năm 1930 của Bộ luật Rocco. Điều này muốn tránh thảo luận về vấn đề hoàn toàn, để tránh tạo ra vụ bê bối công khai. Đàn áp là một vấn đề đối với Giáo hội Công giáo, chứ không phải Nhà nước Ý. Trong mọi trường hợp, nó tuyên bố rằng hầu hết người Ý không quan tâm đến một vấn đề chỉ được thực hiện bởi những người nước ngoài ít "khỏe mạnh" và ít "độc ác" hơn. Tuy nhiên, điều này đã không ngăn cản các nhà cầm quyền phát xít nhắm vào hành vi đồng tính luyến ái nam bằng hình phạt hành chính, như cảnh cáo và giam cầm công khai; và những người đồng tính đã bị bức hại trong những năm cuối của chế độ Benito Mussolini, và theo Cộng hòa xã hội Ý năm 1943-45.
Sự sắp xếp của Bộ luật Rocco vẫn được duy trì trong nhiều thập kỷ tiếp theo. Cụ thể là nguyên tắc rằng hành vi đồng tính luyến ái là một vấn đề về đạo đức và tôn giáo, chứ không phải là các biện pháp trừng phạt hình sự của Nhà nước. Tuy nhiên, trong thời kỳ hậu chiến, đã có ít nhất ba lần cố gắng tái hình sự hóa nó. Và thái độ như vậy đã gây khó khăn cho việc đưa ra thảo luận về các biện pháp, ví dụ như để nhận ra các mối quan hệ đồng tính, đến phạm vi nghị viện.

## Công nhận mối quan hệ đồng giới
Hiện tại, các cặp đồng giới không thể kết hôn ở Ý. Kết hợp dân sự, cung cấp một số quyền, lợi ích và nghĩa vụ của hôn nhân, đã được ban hành vào năm 2016. Những lợi ích này bao gồm, trong số những lợi ích khác, được chia sẻ tài sản, an sinh xã hội và thừa kế.
Kể từ cuộc bầu cử khu vực năm 2005, nhiều khu vực của Ý do các liên minh giữa bên trái điều hành đã thông qua các nghị quyết ủng hộ phong cách Pháp PACS (kết hợp dân sự), bao gồm Toscana, Umbria, Emilia-Romagna, Campania, Marche, Veneto, Apulia, Lazio , Liguria, Abruzzo và Sicily. Lombardy, dẫn đầu bởi phe trung tâm House of Freedoms, chính thức tuyên bố sự phản đối của họ đối với bất kỳ sự công nhận nào về mối quan hệ đồng giới. Tuy nhiên, tất cả những hành động này chỉ mang tính biểu tượng vì các khu vực không có quyền lập pháp về vấn đề này.
Mặc dù thực tế là một số dự luật về đoàn thể dân sự hoặc công nhận quyền đối với các cặp vợ chồng chưa đăng ký đã được đưa vào Nghị viện trong hai mươi năm trước năm 2016, không có dự luật nào được chấp thuận do sự phản đối mạnh mẽ của các thành viên bảo thủ xã hội của Nghị viện thuộc cả hai liên minh. Vào ngày 8 tháng 2 năm 2007, Chính phủ do Romano Prodi lãnh đạo đã giới thiệu một dự luật, trong đó sẽ cấp quyền trong các lĩnh vực của luật lao động, thừa kế, thuế và chăm sóc sức khỏe cho quan hệ đối tác không đăng ký đồng giới và khác giới. Dự luật không bao giờ được ưu tiên của Nghị viện và cuối cùng đã bị hủy bỏ khi một quốc hội mới được bầu sau khi Chính phủ Prodi mất phiếu tín nhiệm.
Năm 2010, Tòa án Hiến pháp (Corte Costituzionale) đã ban hành một phán quyết mang tính bước ngoặt, công nhận các cặp đồng giới là một "sự hình thành xã hội hợp pháp, tương tự và xứng đáng được đối xử đồng nhất như hôn nhân". Kể từ phán quyết đó,  Corte di Cassazione  (tòa án sửa đổi cuối cùng đối với một số vấn đề như vấn đề thương mại hoặc vấn đề nhập cư) đã từ chối một quyết định của Công lý Hòa bình đã từ chối giấy phép cư trú cho Algeria công dân, kết hôn ở Tây Ban Nha với một người Tây Ban Nha cùng giới. Sau đó, chính tư pháp này đã tuyên bố rằng  Questura  (văn phòng cảnh sát, nơi cấp giấy phép cư trú) nên giao giấy phép cư trú cho một người nước ngoài kết hôn với một công dân Ý cùng giới và trích dẫn phán quyết.
Vào ngày 21 tháng 7 năm 2015, Tòa án Nhân quyền châu Âu phán quyết rằng không công nhận bất kỳ hình thức nào kết hợp dân sự hoặc hôn nhân đồng giới, quốc gia này đã vi phạm nhân quyền quốc tế.
Vào ngày 2 tháng 2 năm 2016, các thượng nghị sĩ Ý bắt đầu tranh luận về một dự luật liên minh dân sự đồng giới. Vào ngày 25 tháng 2 năm 2016, dự luật đã được Thượng viện phê chuẩn trong cuộc bỏ phiếu 173. Dự luật sau đó đã được gửi đến Phòng đại biểu nơi nó được thông qua vào ngày 11 tháng 5 năm 2016, với 372 phiếu ủng hộ, so với 51 phiếu chống và 99 phiếu trắng. Để đảm bảo thông qua dự luật nhanh chóng, Thủ tướng Matteo Renzi trước đó đã tuyên bố đó là bỏ phiếu bất tín nhiệm nói rằng "không thể chấp nhận được bất kỳ sự chậm trễ nào nữa sau nhiều năm thất bại." Luật liên hiệp dân sự quy định các cặp đồng giới có tất cả các quyền của hôn nhân (trong khi không cho phép kết hôn đồng giới), tuy nhiên, các điều khoản cho phép con riêng hoặc chung nhận con nuôi đã bị phá vỡ từ phiên bản trước của dự luật. Tổng thống Ý Sergio Mattarella đã ký dự luật thành luật vào ngày 20 tháng 5 năm 2016. Nó có hiệu lực vào ngày 5 tháng 6 năm 2016.
Năm 2017, Tòa án Tối cao Ý cho phép một cuộc hôn nhân giữa hai người phụ nữ, được thực hiện ở nước láng giềng Pháp, được chính thức công nhận.

## Con nuôi và nuôi dạy con cái
Việc nhận con nuôi và chăm sóc nuôi dưỡng được quy định bởi Legge 184/1983. Việc nhận con nuôi về nguyên tắc chỉ được phép đối với những cặp vợ chồng phải là người khác giới. Thật vậy, theo luật pháp Ý, không có hạn chế về chăm sóc nuôi dưỡng. Tuy nhiên, trong một số tình huống hạn chế, luật quy định "nhận con nuôi trong các trường hợp cụ thể" của một người, và điều này đã được một số tòa án giải thích, bao gồm cả ở cấp tòa phúc thẩm, bao gồm cả khả năng nhận con nuôi cho người chưa lập gia đình (ngược lại cặp vợ chồng đồng tính và đồng tính.
Vào ngày 11 tháng 1 năm 2013, Tòa án giám đốc thẩm đã giữ nguyên phán quyết thấp hơn của tòa án về việc trao quyền nuôi con duy nhất cho một người mẹ đồng tính nữ. Cha của đứa trẻ phàn nàn về "mối quan hệ đồng tính của người mẹ". Tòa án Tối cao đã bác bỏ kháng cáo của người cha vì nó không được tranh luận.
Một số trường hợp cá nhân mà các cặp đồng giới đã được phép nhận nuôi hoặc nuôi dưỡng hợp pháp đã xảy ra trong những năm qua. Vào ngày 15 tháng 11 năm 2013, có thông tin rằng Tòa án Bologna đã chọn một cặp vợ chồng đồng giới để nuôi dưỡng một đứa trẻ 3 tuổi. Vào ngày 1 tháng 3 năm 2016, tòa án gia đình Rome đã chấp thuận yêu cầu của một cặp đồng tính nữ đồng thời nhận con gái của nhau. Từ năm 2014 đến 2016, Tòa án Gia đình Rome đã đưa ra ít nhất 15 phán quyết tán thành các yêu cầu cho người đồng tính được phép nhận con nuôi của đối tác của họ. Vào ngày 29 tháng 4 năm 2016, Marilena Grassadonia, chủ tịch Hiệp hội Gia đình Cầu vồng, đã giành quyền nhận nuôi hai cậu con trai sinh đôi của vợ mình. Khả năng nhận con nuôi đã được xác nhận bởi Tòa án giám đốc thẩm trong một quyết định được công bố vào ngày 22 tháng 6 năm 2016.
Vào tháng 2 năm 2017, một tòa án Trento đã công nhận cả hai đối tác đồng giới nam là cha của hai đứa trẻ sinh ra, được sinh ra tại Hoa Kỳ. Vào tháng 3 năm 2017, Tòa án dành cho người chưa thành niên Florence đã công nhận việc nhận con nuôi nước ngoài của một cặp vợ chồng đồng giới. Tòa án phúc thẩm Milan cũng công nhận việc nhận con nuôi đồng giới nước ngoài vào tháng 6 năm 2017. Vào tháng 4 năm 2018, một cặp đồng tính nữ ở Turin đã được các quan chức thành phố cho phép đăng ký con trai của họ, được sinh ra thông qua IVF, là con của cả hai cha mẹ. Hai cặp đồng giới khác cũng đã có con chính thức đăng ký. Vài ngày sau, một cặp đôi đồng giới ở Rome cũng được phép đăng ký con gái của họ.

## Chống phân biệt đối xử
Năm 2002, Franco Grillini đã đưa ra luật sửa đổi điều III của Hiến pháp Ý để cấm phân biệt đối xử dựa trên xu hướng tính dục. Nó đã không thành công.
Từ năm 2003, phân biệt đối xử trên cơ sở khuynh hướng tình dục trong việc làm là bất hợp pháp trên toàn quốc, phù hợp với các chỉ thị Liên minh châu Âu.
Năm 2006, Grillini một lần nữa đưa ra đề xuất mở rộng luật chống phân biệt đối xử, lần này thêm bản sắc giới tính cũng như xu hướng tình dục. Nó nhận được ít sự hỗ trợ hơn so với trước đây.
Vào năm 2008, Danilo Giuffrida đã được trao khoản bồi thường 100.000 euro sau khi được yêu cầu làm lại bài kiểm tra lái xe của mình bởi Bộ cơ sở hạ tầng và giao thông Ý tình dục; Thẩm phán cho rằng Bộ Giao thông vận tải đã vi phạm luật chống phân biệt đối xử rõ ràng.
Vào năm 2009, Hạ viện Italia đã từ chối một đề nghị chống lại người đồng tính tội ác căm thù, điều đó sẽ cho phép tăng án đối với bạo lực đối với người đồng tính nam và lưỡng tính, phê chuẩn các câu hỏi sơ bộ được chuyển bởi Liên minh của Trung tâm và được hỗ trợ bởi Lega Nord và Nhân dân tự do.. Phó Paola Binetti, người thuộc Đảng Dân chủ, cũng đã bỏ phiếu chống lại các hướng dẫn của đảng.
Vào ngày 16 tháng 5 năm 2013, một dự luật cấm phân biệt đối xử dựa trên xu hướng tính dục và bản dạng giới đã được trình bày trong một cuộc họp báo của bốn đại biểu của bốn bên khác nhau. Dự luật được đồng tài trợ bởi 221 nghị sĩ của Hạ viện, nhưng chưa có thành viên nào của các đảng trung tâm đã cam kết hỗ trợ. Ngoài dự luật này, một số đại biểu đã giới thiệu hai dự luật khác. Vào ngày 7 tháng 7, Ủy ban Tư pháp đã tiến hành một dự luật thống nhất.
Dự luật đã được sửa đổi theo yêu cầu của một số nghị sĩ bảo thủ, những người sợ bị phạt hoặc bỏ tù vì nêu rõ sự phản đối của họ đối với việc công nhận các hiệp hội đồng giới. Vào ngày 5 tháng 8, Nhà bắt đầu xem xét hóa đơn. Vào ngày 19 tháng 9 năm 2013, Hạ viện đã thông qua dự luật trong một cuộc bỏ phiếu 228 bầu58 (và 108 phiếu trắng). Cùng ngày, một sửa đổi gây tranh cãi được thông qua, sẽ bảo vệ tự do ngôn luận cho các chính trị gia và giáo sĩ. Vào ngày 29 tháng 4 năm 2014, Thượng viện bắt đầu kiểm tra dự luật. Kể từ tháng 5 năm 2018, dự luật vẫn nằm trong Ủy ban Tư pháp Thượng viện, bị chặn bởi hàng trăm sửa đổi từ các nghị sĩ bảo thủ.

### Luật khu vực
Năm 2004, Toscana đã trở thành khu vực đầu tiên của Ý cấm phân biệt đối xử với người đồng tính trong các lĩnh vực việc làm, giáo dục, dịch vụ công cộng và nhà ở. Chính phủ Berlusconi đã thách thức luật mới tại tòa án, khẳng định rằng chỉ có Chính phủ trung ương mới có quyền thông qua luật như vậy. Tòa án Hiến pháp đã bác bỏ các điều khoản liên quan đến nhà ở (đối với nhà riêng và các tổ chức tôn giáo), nhưng mặt khác vẫn giữ nguyên hầu hết các luật. Kể từ đó, khu vực Piemonte cũng đã ban hành một biện pháp tương tự. Sicily và Umbria theo sau lần lượt vào tháng 3 năm 2015 và tháng 4 năm 2017.

## Bản dạng và biểu hiện giới
Mặc quần áo chéo là hợp pháp ở Ý và chuyển đổi giới tính cũng hợp pháp, với sự chấp thuận của y tế. Tuy nhiên, bản dạng giới không được đề cập trong luật chống phân biệt đối xử của Ý, có nghĩa là người chuyển giới có thể phải đối mặt với sự phân biệt đối xử trong các lĩnh vực như việc làm, tiếp cận hàng hóa và dịch vụ, nhà ở, giáo dục và dịch vụ y tế.
Năm 1982, Ý trở thành quốc gia thứ ba trên thế giới công nhận quyền thay đổi giới tính hợp pháp của một người. Trước Ý, chỉ có Thụy Điển (1972) và Đức (sau đó - Tây Đức) (1980) công nhận quyền này.
Năm 2006, một sĩ quan cảnh sát đã bị sa thải vì mặc quần áo công khai trong khi đang làm nhiệm vụ.
Nghị sĩ chuyển giới đầu tiên là Vladimir Luxuria, người được bầu vào năm 2006 với tư cách là đại diện của Đảng Refoundation Cộng sản. Trong khi cô ấy không được chọn lại, cô ấy đã trở thành người chiến thắng của một chương trình truyền hình thực tế nổi tiếng có tên L'Isola dei Famosi.
Năm 2005, một cặp vợ chồng kết hôn hợp pháp như vợ chồng. Vài năm sau, một trong những bên chuyển đổi là một phụ nữ chuyển giới. Vào năm 2009, cô đã được công nhận về mặt pháp lý theo luật pháp của Ý về chuyển đổi giới tính ( Legge 14 aprile 1982, n. 164 ). Sau đó, cặp đôi phát hiện ra rằng cuộc hôn nhân của họ đã bị giải tán vì cặp đôi đã trở thành một cặp đồng giới, mặc dù họ không yêu cầu tòa án dân sự ly hôn. Luật pháp quy định rằng khi một người chuyển giới kết hôn với người khác, cặp vợ chồng nên ly hôn, nhưng trong trường hợp người phụ nữ chuyển giới được đề cập ở trên (Alessandra) và vợ, không có ý định ly hôn. Cặp vợ chồng đã yêu cầu Tòa án dân sự của Modena vô hiệu hóa trật tự bất hòa của cuộc hôn nhân của họ. Vào ngày 27 tháng 10 năm 2010, tòa án phán quyết có lợi cho cặp vợ chồng. Bộ Nội vụ Ý đã kháng cáo quyết định này và Tòa án phúc thẩm Bologna sau đó đã đảo ngược quyết định xét xử. Hai vợ chồng sau đó đã kháng cáo quyết định lên Tòa án giám đốc thẩm. Vào ngày 6 tháng 6 năm 2013, Tổ chức giám đốc thẩm đã hỏi Tòa án Hiến pháp rằng luật năm 1982 có vi hiến hay không khi ra lệnh hủy bỏ hôn nhân bằng cách áp dụng  Legge 1 dicembre 1970, n. 898 , quy định ly hôn, ngay cả khi cặp đôi không yêu cầu làm như vậy. Năm 2014, Tòa án Hiến pháp cuối cùng đã phán quyết vụ kiện có lợi cho cặp vợ chồng, cho phép họ vẫn kết hôn.
Vào ngày 21 tháng 5 năm 2015, Tòa án giám đốc thẩm phán quyết rằng triệt sản chuyển đổi giới tính là không bắt buộc để có được sự thay đổi giới tính hợp pháp.

## Dư luận
Theo dữ liệu từ báo cáo Eurispes của Ý năm 2010 công bố ngày 29 tháng 1, tỷ lệ người Ý có thái độ tích cực đối với đồng tính luyến ái và ủng hộ sự công nhận hợp pháp của các cặp đồng tính nam và đồng tính nữ đang gia tăng.
Theo một cuộc thăm dò năm 2010, 82% người Ý coi người đồng tính bằng người dị tính. 41% nghĩ rằng các cặp đồng giới nên có quyền kết hôn trong một nghi lễ dân sự và 20,4% chỉ đồng ý với các đoàn thể dân sự. Tổng cộng, 61,4% ủng hộ hình thức công nhận hợp pháp cho các cặp đồng tính nam và đồng tính nữ. Đây là mức tăng 2,5% so với năm trước (58,9%) và gần 10% trong 7 năm (51,6% năm 2003). "Đây là bằng chứng nữa cho thấy người Ý đi trước các tổ chức quốc gia của họ. Quốc hội của chúng tôi nghe ngày càng nhiều người về vấn đề này và những gì nghe được là sớm phê chuẩn một đạo luật đảm bảo người đồng tính có cơ hội công khai gia đình của họ, như đã được thực hiện trong 20 quốc gia châu Âu ", chủ tịch quốc gia của Arcigay, Aurelio Mancuso nói.
| Người Ý ủng hộ quyền của người đồng tính | 2009  | 2010  | 2012  | 2013 | 2014 | 2015 | 2016 | 2017 |
| Người Ý ủng hộ quyền của người đồng tính | CÓ    | CÓ    | CÓ    | CÓ   | CÓ   | CÓ   | CÓ   | CÓ   |
| ---------------------------------------- | ----- | ----- | ----- | ---- | ---- | ---- | ---- | ---- |
| Công nhận cho các cặp đồng giới          | 58.9% | 61.4% | 62.8% | 79%  | –    | –    | 69%  | –    |
| Hôn nhân đồng giới                       | 40.4% | 41%   | 43.9% | 48%  | 55%  | 53%  | 56%  | 59%  |

Một cuộc khảo sát ý kiến của Trung tâm nghiên cứu Pew năm 2013 ở nhiều quốc gia trên thế giới cho thấy 74% dân số Ý tin rằng đồng tính luyến ái nên được xã hội chấp nhận (cao thứ 8 trong số các quốc gia được hỏi), trong khi 18% tin rằng không nên. Giới trẻ thường chấp nhận nhiều hơn: 86% người từ 18 đến 29 tuổi chấp nhận người đồng tính, trong khi 80% người từ 30 đến 49 và 67% người trên 50 tuổi có cùng niềm tin. Trong một phiên bản năm 2007 của cuộc khảo sát này, 65% người Ý chấp nhận người đồng tính, nghĩa là có mức tăng ròng 9% từ năm 2007 đến 2013 (mức tăng cao thứ 4 trong sự chấp nhận của người đồng tính của các quốc gia được khảo sát).
Vào tháng 12 năm 2016, một cuộc khảo sát đã được thực hiện bởi Viện Williams phối hợp với IPSOS, tại 23 quốc gia (bao gồm cả Ý) về thái độ của họ đối với người chuyển giới những người. Nghiên cứu cho thấy một thái độ tương đối tự do từ người Ý đối với người chuyển giới. Theo nghiên cứu, 78% người Ý ủng hộ cho phép người chuyển giới thay đổi giới tính trên các tài liệu pháp lý của họ (tỷ lệ cao thứ 4 trong số các quốc gia được khảo sát), với 29% ủng hộ ý tưởng cho phép họ làm như vậy mà không cần phẫu thuật hay bác sĩ / sự chấp thuận của chính phủ (tỷ lệ cao thứ 6 trong số các quốc gia được khảo sát). Thêm vào đó, 78,5% người Ý tin rằng người chuyển giới nên được bảo vệ về mặt pháp lý khỏi sự phân biệt đối xử, 57,7% tin rằng người chuyển giới nên được phép sử dụng nhà vệ sinh tương ứng với bản sắc giới tính của họ thay vì giới tính khi sinh và chỉ 14,9% tin rằng người chuyển giới có bệnh tâm thần (thấp thứ 6 trong số các quốc gia được khảo sát).

## Bảng tóm tắt
| Hoạt động tình dục đồng giới hợp pháp                                                                                       | (Từ năm 1890) |
| Độ tuổi đồng ý (14) | (Từ năm 1890) |
| Luật chống phân biệt đối xử trong việc làm                                                                                  | (Từ năm 2003) |
| Luật chống phân biệt đối xử trong việc cung cấp hàng hóa và dịch vụ                                                         | / (Chỉ áp dụng ở cấp khu vực ở Toscana, Piedmont, Umbria và Sicily)                                                                                 |
| Luật chống phân biệt đối xử trong tất cả các lĩnh vực khác (bao gồm phân biệt đối xử gián tiếp, ngôn từ kích động thù địch) | / (Chỉ áp dụng ở cấp khu vực ở Toscana, Piedmont, Umbria và Sicily)                                                                                 |
| Luật chống phân biệt đối xử liên quan đến bản dạng giới                                                                     | No |
| Hôn nhân đồng giới | / (Cuộc hôn nhân đồng giới đầu tiên của một cặp vợ chồng phụ nữ Pháp được Tòa án tối cao Ý công nhận năm 2017; Hôn nhân đồng giới bất hợp pháp ở Ý) |
| Công nhận các cặp đồng giới (ví dụ: sống chung hoặc kết hợp dân sự)                                                         | (Từ năm 2016) |
| Cá nhân LGBT được phép nhận nuôi                                                                                            | (Trong hoàn cảnh hạn chế) |
| Con nuôi của các cặp vợ chồng đồng giới                                                                                     | / (Từ năm 2016, được thừa nhận bởi Tòa án giám đốc thẩm; không được pháp luật quy định)                                                             |
| Con nuôi chung của các cặp đồng giới                                                                                        | / (Một số tòa án đã công nhận việc nhận con nuôi đồng giới nước ngoài; nhận con nuôi bất hợp pháp tại chính Ý)                                      |
| Người đồng tính nam, đồng tính nữ và song tính được phép phục vụ công khai trong quân đội                                   | Yes |
| Quyền thay đổi giới tính hợp pháp                                                                                           | (Từ năm 1982; hoạt động triệt sản và thay đổi giới tính không bắt buộc kể từ năm 2015)                                                              |
| Liệu pháp chuyển đổi bị cấm ở trẻ vị thành niên                                                                             | No |
| Truy cập IVF cho đồng tính nữ và làm cha mẹ tự động                                                                         | / (Một số trẻ em sinh ra từ IVF đến các cặp đồng tính nữ đã được đăng ký chính thức)                                                                |
| Mang thai hộ thương mại cho các cặp đồng tính nam                                                                           | / (Một số tòa án đã công nhận trẻ em sinh ra ở nước ngoài thông qua việc mang thai hộ; mang thai hộ bất hợp pháp ở Ý)                               |
| NQHN được phép hiến máu | (Từ năm 2001) |